# Henry Thomas Burgess
Pour les articles homonymes, voir Burgess.
Henry Thomas Burgess, né le 27 mars 1839 à Sandbach dans le Cheshire en Angleterre et mort le 19 novembre 1923, est un ministre méthodiste australien.

## Biographie
Henry Thomas Burgess naît le 27 mars 1839 à Sandbach.
Après avoir suivi des études privées, il émigre en Australie en 1848 et entre dans le ministère de l'Église méthodiste en 1859. Il épouse Mlle Ellen Pickford en 1863. En 1870, il est élu président de sa conférence. Il prend une part prépondérante dans les débats sur l'union méthodiste, un projet dont il est en grande partie à l'origine et qui s'avère être un succès total.
Il s'intéresse très tôt à la tempérance. En 1878, il remporte avec son "Fruit of the Vine" le prix de 100 £ offert en compétition par la South Australian Total Abstinence  League and Band of Hope Union. Il écrit également sur des sujets sociologiques.
Henry Thomas Burgess meurt le 19 novembre 1923 et est inhumé au cimetière de West Terrace, à Adélaïde.